# 佩科
佩科（義大利語：Pecco），是意大利皮埃蒙特大区都靈廣域市瓦尔迪基市镇的一个分区。总面积1平方公里，人口227人，人口密度227.0人/平方公里（2009年）。ISTAT代码为001182。
之前佩科为独立的市镇，2019年与其他市镇一起合并为新的瓦尔迪基市镇。